# Pragvåren

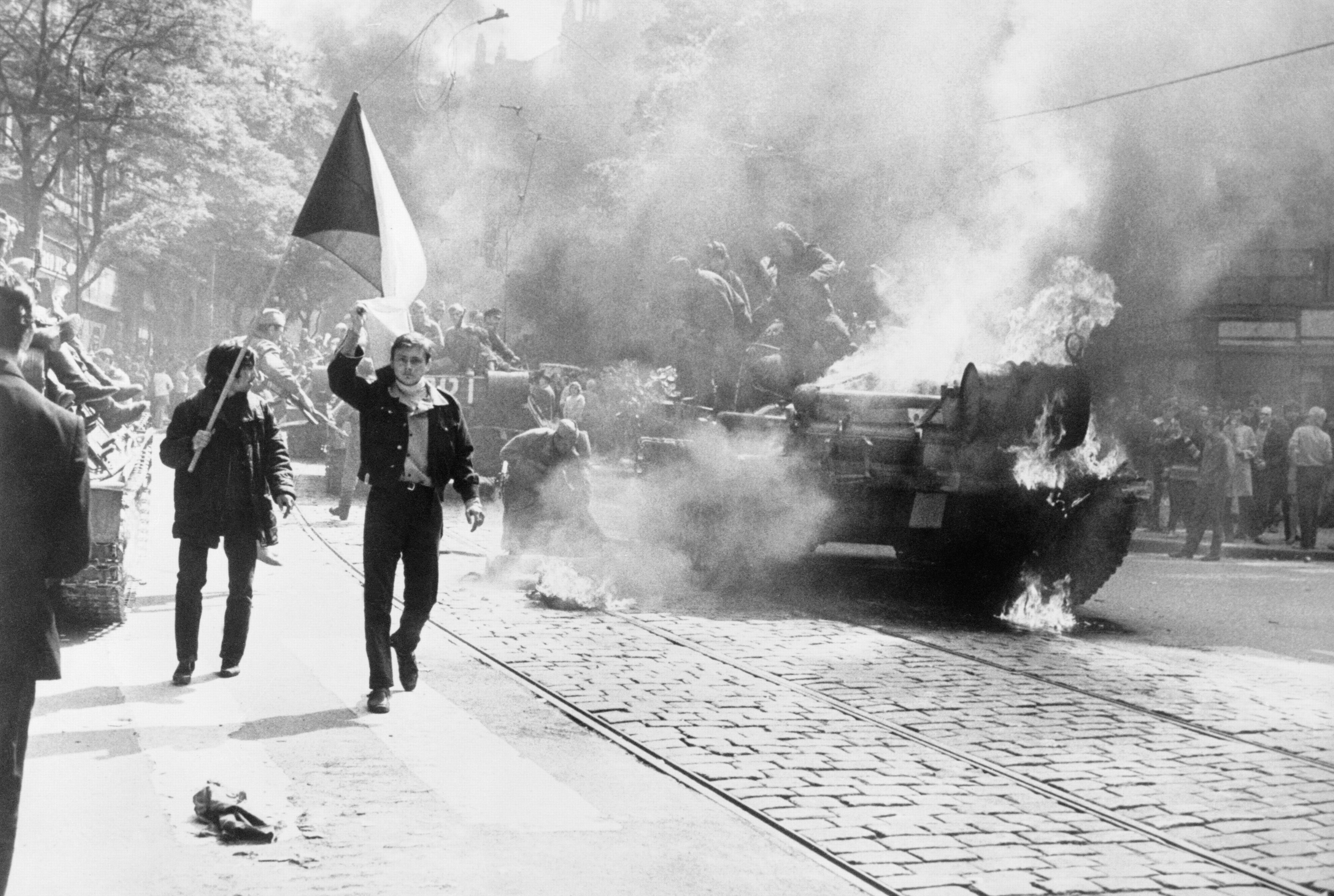
Personer med Tjeckoslovakiens flagga, bredvid en brinnande sovjetisk stridsvagn i Prag.

Pragvåren avser de händelser i Tjeckoslovakien i början och mitten av 1968, som inleddes med att den nye generalsekreteraren i det tjeckoslovakiska kommunistpartiet, Alexander Dubček, började att föra en öppnare politik. Pragvåren slutade med att Warszawapaktens makter invaderade Prag den 21 augusti samma år, då de fruktade att Tjeckoslovakien skulle bryta sig loss från de övriga sovjetiska satellitstaterna i östblocket. Namnet kommer av platsen och perioden, och att det etablerade sig beror på en bildlig (lättbegriplig) association till något (det politiska klimatet) som tinar upp (liknande begreppet kalla kriget).

## Vårreformerna
I slutet av 1950-talet och början av 1960-talet upplevde Tjeckoslovakien en ekonomisk tillbakagång. Krav på reformer började höras i Tjeckoslovakiens kommunistiska parti (KSČ). I slutet av 1967 stod det klart att generalsekreteraren sedan 1957, Antonín Novotný, varken hade partiets eller Moskvas förtroende längre. Han ersattes av Alexander Dubček den 5 januari 1968. Den 22 mars 1968 avgick Novotný även från posten som president och ersattes av Ludvík Svoboda.
I april 1968 startade Dubček ett liberaliserings- och reformprogram, där pressfrihet, satsning på dagligvaror och möjlighet till ett mer demokratiskt flerpartisystem ingick. Det innehöll också planer på att ombilda Tjeckoslovakien till en federation. Reformerna fick beteckningen "socialism med ett mänskligt ansikte".
Trots att reformerna enligt programmet måste göras under KSČ:s överinseende gjorde folkets klagomål mot de styrande att reformerna infördes genast. Antisovjetisk propaganda visades i media, socialdemokrater bildade ett eget parti och andra politiska sammanslutningar bildades. De konservativa krafterna i kommunistpartiet ville stoppa detta med hjälp av polis och militär, men Dubček stod emot. I maj 1968 tidigarelade han en partikongress till den 9 september 1968. Han förklarade att kongressen skulle anta reformprogrammet i partiprogrammet, göra Tjeckoslovakien till en federation och välja en ny centralkommitté.
Den 27 juni 1968 publicerade den framstående journalisten och författaren Ludvík Vaculík ett manifest som kallades "Tvåtusen ord". Manifestet uttryckte oro över dels de konservativa medlemmarna inom KSČ, dels över de utländska krafter som påverkade landet. Vaculík uppmanade folket att se till att genomföra reformprogrammet. Manifestet fick stor genomslagskraft, men Dubček och resten av kommunistpartiet tog tydligt avstånd från det.

## Förhandlingar med Sovjetunionen
Sovjetunionens ledare Leonid Brezjnev och ledarna i Warszawapaktens länder (förutom Rumänien och Albanien) var oroliga att Dubčeks reformer försvagade kommunistblockets position i kalla kriget.
Sovjetunionens ledning försökte först förhindra och begränsa utvecklingen i Tjeckoslovakien genom en serie förhandlingar. Vid mötet i Čierna nad Tisou, nära gränsen mot Sovjetunionen, försvarade tjeckoslovakerna reformerna samtidigt som de förklarade sin fortsatta trohet till Warszawapakten och SEV. KSČ:s ledare var dock splittrade mellan reformisterna (Josef Smrkovský, Oldřich Černík och František Kriegel) som stödde Dubček och de konservativa (Vasil Biľak, Drahomír Kolder och Oldřich Švestka). Sovjetledaren Brezjnev bestämde sig för en kompromiss. KSČ-delegaterna bekräftade sin lojalitet till Warszawapakten och lovade att begränsa "antisocialistiska" tendenser, förhindra återskapandet av det Tjeckoslovakiska socialdemokratiska partiet och kontrollera pressen effektivare. Sovjetunionen gick med på att dra tillbaka sina trupper och tillåta partikongressen den 9 september 1968.
Den 3 augusti 1968 möttes representanter från Sovjetunionen, Östtyskland, Polen, Ungern, Bulgarien och Tjeckoslovakien i Bratislava och skrev under Bratislavadeklarationen. Deklarationen bekräftade en orubblig lojalitet till marxism-leninismen och internationell proletärism och en evig kamp mot bourgeoisier och alla antisocialistiska krafter. Sovjetunionen deklarerade sina avsikter att ingripa om ett Warszawapaktsland etablerade ett flerpartisystem. Efter Bratislavakonferensen lämnade de sovjetiska trupperna tjeckoslovakiskt territorium men stannade kvar vid gränsen.
Sovjetunionen hade som policy att tvinga satellitstaterna att rätta sina nationella intressen efter kommunistvärlden och om nödvändigt med militära medel. Detta kallades Brezjnevdoktrinen.

## Ockupation
Natten mellan den 20 och 21 augusti 1968 invaderades Tjeckoslovakien av trupper från Sovjetunionen, Bulgarien, Polen och Ungern. Under invasionen användes mellan 5 000 och 7 000 stridsvagnar. De följdes av mellan 200 000 och 600 000 soldater.
Under Warszawapaktens invasion dödades 72 tjeckoslovaker och hundratals skadades fram till den 3 september 1968. Alexander Dubček vädjade till folket att inte göra motstånd. Han greps och fördes till Moskva tillsammans med flera av sina kollegor i regeringen.
Ockupationen följdes av en emigrationsvåg från Tjeckoslovakien. Uppskattningsvis flyttade framförallt högutbildade 70 000 omedelbart och 300 000 totalt. Västländerna tog emot dessa utan problem.

### Reaktioner i Tjeckoslovakien

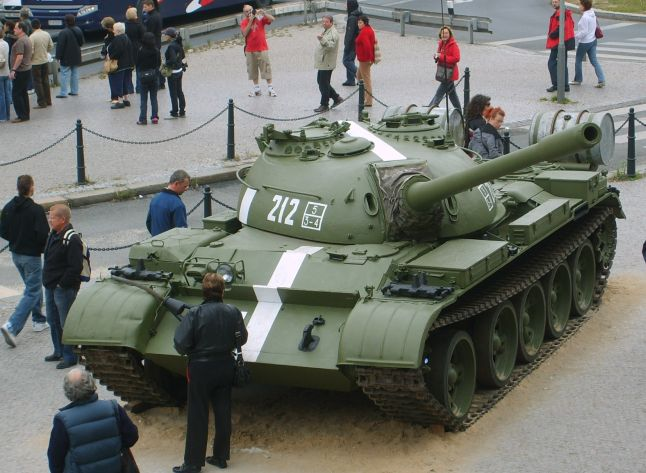
Sovjetisk stridsvagn utställd i Prag 2008, till minne av Pragvåren.

Den allmänna oppositionen tystnade inte i och med ockupationen utan den fortsatte att göra motstånd. Motståndet uttrycktes i ett flertal icke-våldsaktioner. I Prag och i andra städer i republiken hälsades Warszawapaktens trupper med rop och ifrågasättanden och förebråelser. All form av hjälp och samarbete nekades de invaderande styrkorna. De fick ingen assistans med mat och vatten. Befolkningen satte upp skyltar och plakat som fördömde invasionen. Graffiti med fördömande budskap mot sovjetledarna målades på väggar och trottoarer. Idolbilder på Dubček och Svoboda dök upp överallt. Alltsammans utgjorde exempel på civil olydnad.
Folkets motstånd gjorde att Sovjetunionen övergav sin ursprungliga plan att ta över ledarskapet. Dubček, som hade arresterats den 20 augusti, förhördes i Moskva. Det bestämdes att Dubček skulle fortsätta regera och att ett försiktigt reformprogram skulle fortsätta.
Den 19 januari 1969 satte studenten Jan Palach eld på sig själv på Wenzelplatsen i Prag, för att protestera mot de förnyade inskränkningarna i yttrandefriheten. Det var en av de händelser som gav stort medialt eko runt om i världen och förstörde Sovjetunionens försök till att tysta ner motståndet. Till slut, i april 1969, ersattes Dubček av Gustáv Husák och en period av återgång började. Husák återställde Dubčeks reformer.

### Reaktioner runt om i världen

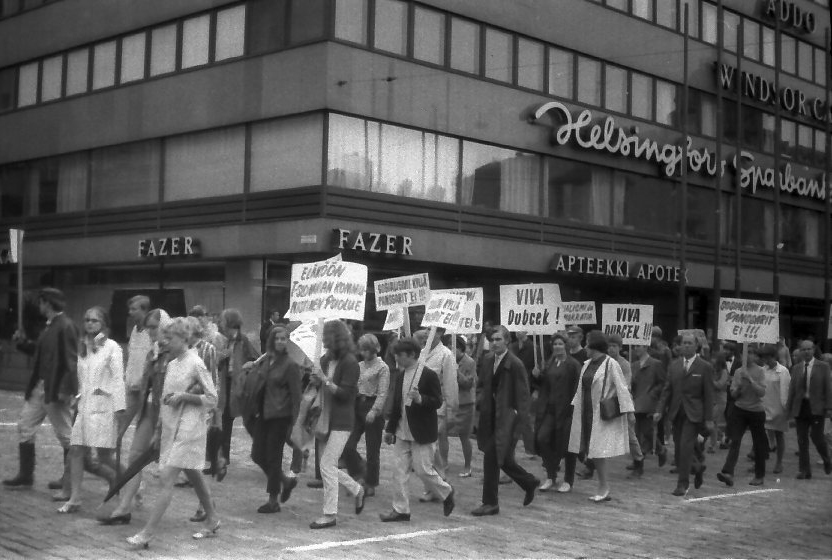
Demonstration i Helsingfors i augusti 1968 mot invasionen av Tjeckoslovakien.

De demokratiska länderna var kritiska till invasionen men valde att inte i handling utmana Sovjet. En reaktion inifrån Warszawapakten kom från det kommunistiska Rumänien, vars ledare Nicolae Ceaușescu redan var motståndare till Sovjets dominerande inflytande över sina satelliter och tidigt hade ställt sig på Dubčeks sida. Ceaușescu höll ett offentligt tal på invasionsdagen, i vilket han kritiserade Sovjets politik i skarpa ordalag.
I Finland, ett neutralt land under stort sovjetiskt inflytande, orsakade ockupationen stor turbulens. Det finska kommunistpartiet fördömde i likhet med det italienska och franska kommunistpartiet ockupationen. Ändå var den finske presidenten Urho Kekkonen den förste västerländske politikern att officiellt besöka Tjeckoslovakien efter augusti 1968. Han tog emot de högsta tjeckoslovakiska utmärkelserna från presidenten Ludvík Svoboda den 4 oktober 1969.
Det portugisiska kommunistpartiets generalsekreterare Álvaro Cunhal var den ende kommunistledaren från Västeuropa som stödde invasionen.
Även de svenska kommunisterna (VPK) fördömde i TV invasionen genom sin partiledare C.-H. Hermansson som gjorde helt klart var han stod. Synen på händelserna har återgivits i sången En vinterdag av Ann Sofi Nilsson.